# دیمیتری سی
دیمیتری سی (انگلیسی: Dimitri Sea؛ زادهٔ ۲۰ اوت ۲۰۰۱) بازیکن فوتبال است.
از باشگاه‌هایی که در آن بازی کرده‌است می‌توان به باشگاه فوتبال بارو اشاره کرد.